# Альва Кастро, Луис
Луис Хуан Альва Кастро (исп. Luis Juan Alva Castro; 17 февраля 1942, Трухильо) — государственный, политический и общественный деятель Перу, премьер-министр страны в 1985-1987 годах. Президент Конгресса Республики Перу (2009—2010).
Вице-президент Перу, министр экономики и финансов и внутренних дел Перу.

## Биография
Окончил военную школу, затем, экономический факультет Национального университета Трухильо (1960—1964). Продолжил обучение политологии в 1996 году в аспирантуре университета Инки Гарсиласо де ла Вега в Лиме.
В 1965 году возглавил Северное региональное отделение партии АПРА. В 1966 году был членом Совета директоров корпорации развития региона Ла-Либертад. Получил опыт работы в области планирования и управления частных и государственных компаний.
В 1970 году военное правительство Хуана Веласко Альварадо обвинило его в бесхозяйственности и экономических преступлениях и заключило в тюрьму в Трухильо, откуда он был освобождён в 1972 году.
В 1980—1990 годах избирался членом Палаты депутатов Перу от региона Ла-Либертад. Спикер Палаты депутатов Республики Перу c 26 июля 1987 по 26 июля 1988 года.
Генеральный секретарь партии АПРА в 1989—1992 и 1995—1999 годах.
Премьер-министр Перу в 1985—1987 годах.
Был кандидатом в президенты Перу от АПРА на выборах 1990 года; набрал 22,5 % голосов и занял 3-е место.
Президент Конгресса Республики Перу (2009—2010). В августе 2001 года избирался[прояснить] президентом Андского сообщества.